# Tusenfotingssnokar
Tusenfotingssnokar (Aparallactus) är ett släkte milt giftiga ormar som hittas i Afrika i regionen kring Sahara, från Etiopien i öst till östra Guinea i väster. Släktet innehåller 11 arter. Alla är små ormar med små huvuden som knappt går att särskilja från resten av kroppen och väldigt små ögon med rund pupill. Kroppen är cylindrisk formad med släta fjäll. Arterna är grävande ormar som nästan enbart äter tusenfotingar. De flesta arter har ovipar fortplantning.

## Arter
- Kaptusenfotingssnok (Aparallactus capensis)
- Svart tusenfotingssnok (Aparallactus guentheri)
- Aparallactus jacksonii (Engelska: "Jackson’s centipede-eater")
- Aparallactus lineatus (Engelska: "Lined Centipede-eater")
- Nätmönstrad tusenfotingssnok (Aparallactus lunulatus)
- Aparallactus modestus (Engelska: "Western Forest Centipede-eater" eller "giant Centipede-eater")
- Aparallactus moeruensis (Engelska: "Zaire Centipede-eater")
- Aparallactus niger
- Aparallactus nigriceps (Engelska: "Mozambique Centipede-eater")
- Aparallactus turneri (Engelska: "Malindi Centipede-eater")
- Aparallactus werneri (Engelska: "Usambara Centipede-eater")

### Tryckt litteratur
- Field guide to snakes and other reptiles of southern Africa